# Obóz Aszraf 3
Obóz Aszraf 3 (pers. ‏قرارگاه اشرف ٣‎, ang. Camp Ashraf 3) – obóz Organizacji Ludowych Mudżehadinów (MEK) położony na obszarze między albańską Tiraną a nadmorskim miastem Durrës.
Powstał na prośbę USA i za zgodą rządu Albanii w 2013 roku w wyniku przesiedlenia mieszkańców pełniącego taką samą funkcję Camp Liberty w Iraku.
W obozie znajduje się siłownia, mała kawiarnia, muzeum poświęcone historii MEK, biuro prasowe oraz studio nagraniowe do produkcji antyreżimowych piosenek.
Działalność polityczna jest zabroniona na mocy warunków umowy o pobycie MEK w Albanii, a nieprzestrzeganie tego prawa doprowadziło m.in. do rajdu albańskiej policji na obóz w 2023 rok, w wyniku którego zginął jeden członek MEK.